# Krecsunesd

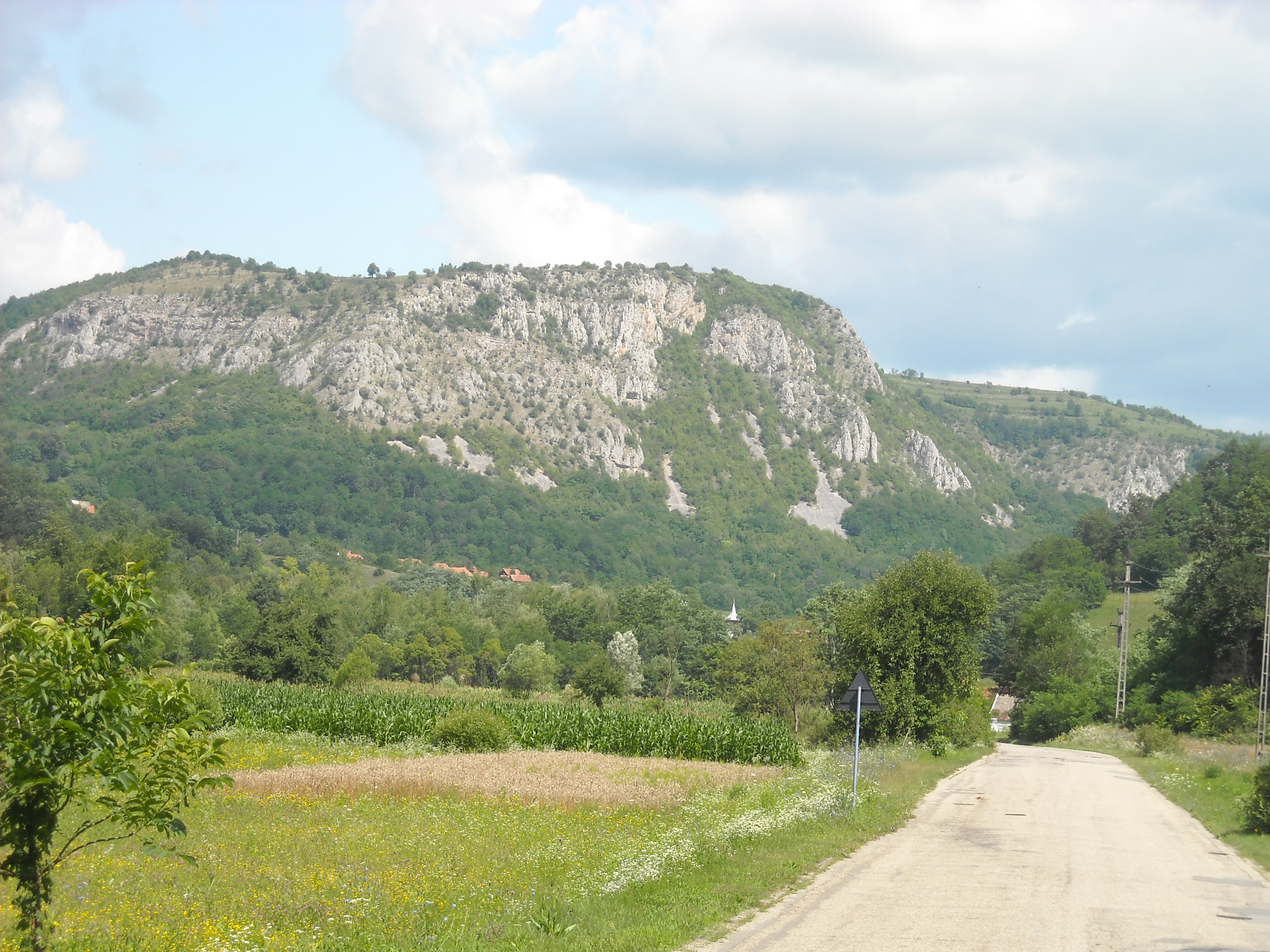
A Krecsunesdi-Magura

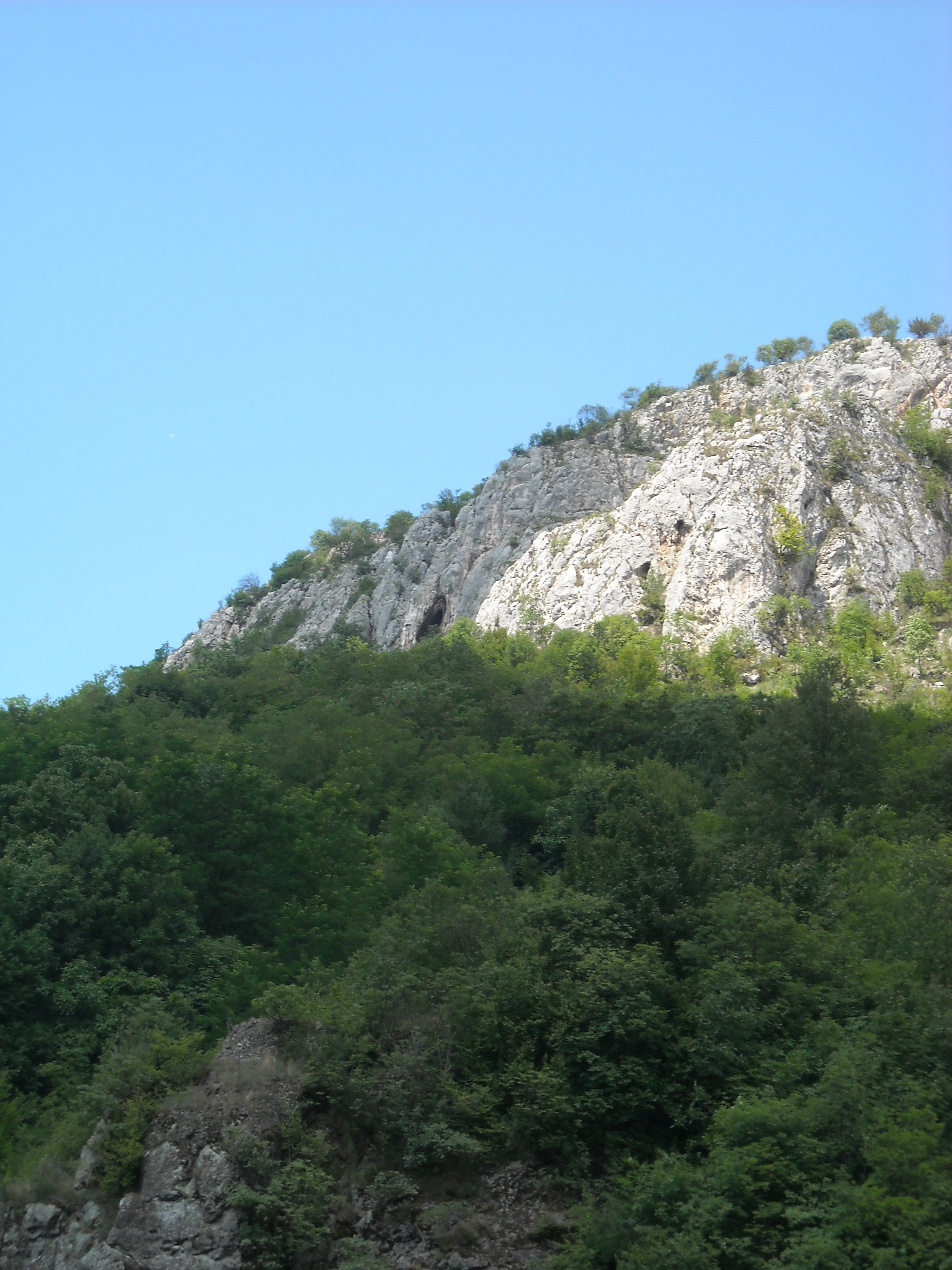
A Feredeu sziklacsoport déli oldala

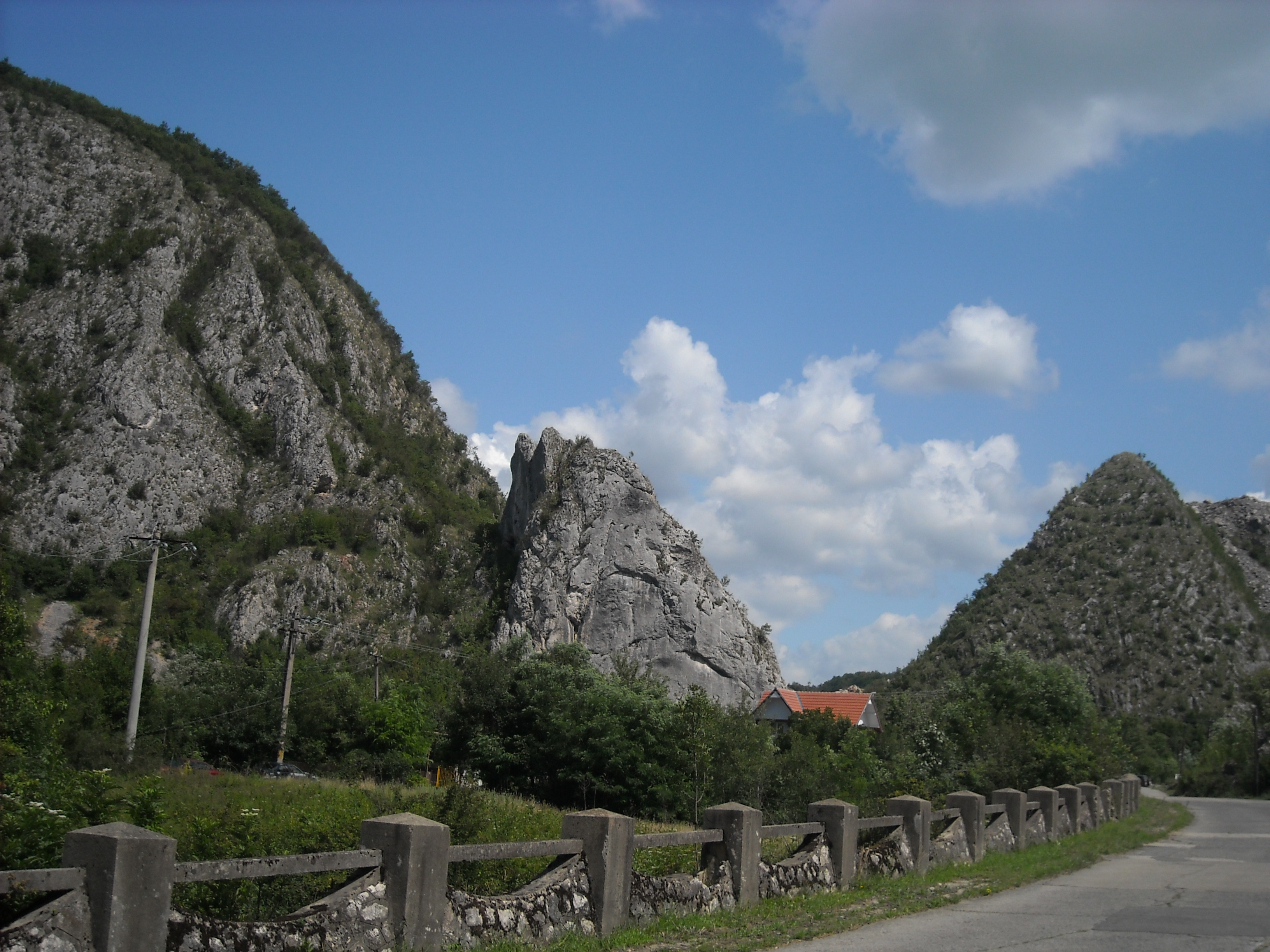
Az Între Piatră

Krecsunesd (románul: Crăciunești) falu Romániában, Hunyad megyében.

## Nevének eredete
Neve a Crăciun (~ Karácsony) férfinév román helységnévképzős alakjából való. Az első okleveles adatok, 1439 és 1525 között, magyaros alakban hivatkoztak rá mint Karachonfalwa.

## Fekvése
Az Erdélyi-érchegység egy sziklaszorosában, Dévától húsz kilométerre északnyugatra fekszik.

## Lakossága
- 1850-ben 399 lakosából 391 volt román és nyolc német nemzetiségű; 391 ortodox és nyolc görögkatolikus vallású.
- 2002-ben 284 lakosából 280 volt román és négy német nemzetiségű; 273 ortodox és hét pünkösdi vallású.

## Története
1525-ben nyolc családdal a világosi váruradalomhoz tartozott. Később Zaránd vármegyei román falu volt, 1876-ban csatolták Hunyad vármegyéhez. 1733-ban húsz görögkatolikus családot írtak össze benne, akik valójában ortodoxok lehettek, mivel csak ortodox papjuk volt. 1766-ban 177 ortodox lélekkel vették föl. Az 1840-es években nemesfémbányája volt. A századfordulón a völgy északi végében zúzómű is üzemelt. Lakói 1938-ban részben saját bányáikban, részben a környező településeken fekvő társulati bányákban dolgoztak. 1941 szeptemberében kb. ezer szovjet hadifogoly számára állítottak fel mellette munkatábort. A foglyokat a Déva–Brád-vasútvonal építésénél dolgoztatták 1942 augusztusáig, amikor a Zsil völgyébe szállították őket. Államosított aranybányájában 1953-ban csupán tizenöt bányász és hét felszíni munkás dolgozott. A bányát 1954-ben bezárták, majd 1959-ben újranyitották, de 1960-ban végleg felszámolták.

## Látnivalók
- A falu a Kaján-patak észak–déli fekvésű völgyében fekszik, melyet két oldalról két, képződményekben gazdag juramészkőtömb határol. A mintegy 257 hektár területő karsztból 120 hektár Măgurile Băiței (Boicai Magurák) néven természetvédelmi területet alkot. A többes szám alatt az út keleti oldalán emelkedő Boicai-Magura és a nyugati oldali Krecsunesdi-Magura értendő. A sziklafalakon állandó fészkelő a szirti sas, az uhu és a vándorsólyom, az erdős részeken a darázsölyv, gyakori a lábatlan gyík és a homoki vipera. A rétek élővilágából különösen a 297 innen leírt lepkefaj érdemel figyelmet, köztük a most is megtalálható nagyfoltú hangyaboglárka, a mocsári tarkalepke, a nagy tűzlepke és a farkasalmalepke. A sziklafalakban számos barlang nyílik, ezek közül nagyobbak a krecsunesdi oldalon:
  - A Groapa Lupului (15 x 9,4 méteres alapterületű, másfél méter magas üreg).
  - A Peștera Balogului (Téglás Gábor által adott nevén Szabó József-barlang) 81 méter hosszú cseppkőbarlang.
  - A Peștera Zidul de Sus ('Felső falas barlang', Téglás által adott nevén Hunfalvy János-barlang) 76 méter hosszú, a környék népe számára menedékhelyül szolgált.
  - A Peștera Zidul de Jos (vagy Király Pál-barlang).
- A boicai oldalon a 'Csűrök':
  - A Șura Mare de Jos vagy Copta Budurete (Kuun Géza gr.-barlang).
  - A Șura de Mijloc vagy Copta cu trei Porți (Sólyom Fekete Ferenc dr.-barlang), három bejárattal.
  - És a Șura de Sus (Eötvös Loránd br.-barlang).

A szoros északon összeszűkül, ennek a résznek a neve Între Piatră ('Kőköz').

## Gazdaság
- A Krecsunesdi-Magura védelem alatt nem álló részén két kőbánya működik.